# باشگاه فوتبال توچیگی
توچیگی (به ژاپنی: 栃木SC) یک باشگاه فوتبال در شهر اوتسونومیا٬ استان توچیگی٬ واقع در کشور ژاپن می‌باشد که در جی‌لیگ ۲ بازی می‌کند.
این باشگاه در سال ۱۹۵۳ میلادی بنیانگذاری شده است.